# WineRun
WineRun nebo také Krumvířský vinařský běh  je běžecký závod, který se koná ve vinařské obci Krumvíř.
Hlavní závod měří 6,6 km a vede sklepními uličkami obce a vinohrady přes Sklenářův kopec. Závod je atraktivní nejen pro běžce tím, že vítěz hlavního závodu je vyvážen na speciální váze vínem místních vinařů.
Po dobu akce jsou pro návštěvníky otevřené sklepy a v areálu startoviště stánky prezentující tradiční řemesla, víno, gastronomii a mnoho dalšího.
Za pořádáním tohoto závodu stojí místní spolek proKRUMVÍŘ, který výtěžek z akce pravidelně věnuje na dobrou věc.
V roce 2026 se závod poběží 20. června.

## Přehled vítězů
| Ročník | Rok  | Datum     | Čas     | Vítěz (muži)       | Čas     | Vítěz (ženy)        |
| ------ | ---- | --------- | ------- | ------------------ | ------- | ------------------- |
| 1.     | 2015 | 27.6.2015 | 21:56.2 | František Mahovský | 29:16.1 | Kateřina Doubková   |
| 2.     | 2016 | 18.6.2016 | 22:08.3 | František Mahovský | 27:46.0 | Hana Vejrostová     |
| 3.     | 2017 | 17.6.2017 | 21:42.0 | Lukáš Soural       | 26:49.0 | Zuzana Ožanová      |
| 4.     | 2018 | 16.6.2018 | 22:28.3 | František Mahovský | 25:34.4 | Irena Pospíšilová   |
| 5.     | 2019 | 22.6.2019 | 22:11.9 | Pavel Šedík        | 26:04.2 | Irena Pospíšilová   |
| 6.     | 2020 | 1.8.2020  | 21:52.3 | Ondřej Rosa        | 26:06.5 | Kateřina Švancarová |
| 7.     | 2021 | 31.7.2021 | 21:58.5 | Jakub Špéra        | 26:04.5 | Kateřina Švancarová |
| 8.     | 2022 | 18.6.2022 | 21:41.7 | Lukáš Olejníček    | 25:59.5 | Hana Vičarová       |
| 9.     | 2023 | 24.6.2023 | 21:30.9 | Filip Ospalý       | 25:39.5 | Danka Truksová      |
| 10.    | 2024 | 22.6.2024 | 21:51.3 | Lukáš Kučera       | 26:25.0 | Danka Truksová      |
| 11.    | 2025 | 21.6.2025 | 21:22.2 | Jiří Homoláč       | 25:20.0 | Danka Truksová      |
| 12.    | 2026 | 20.6.2026 |         |                    |         |                     |